# اندیس آنومالی گرنام
آنومالی گرنام یک اندیس فلزی است که در حوالی شهر بهشهر استان مازندران قرار دارد و مادهٔ معدنی موجود در آن، طلا است.سنگ میزبان این اندیس شیست، سنگ آهک چرتی، سنگ آهک لیمونیتی است  در این اندیس، پاراژنز‌های طلا، باریت، بلند، گالن، کوپریت و سینابر. یافت می‌شوند.